# Hemistola malachitaria
Hemistola malachitaria là một loài bướm đêm trong họ Geometridae.